# Златни глобус за најбољу главну глумицу у ТВ серији (драма)

## Награђене и номиноване

### 1970-е
Најбоља глумица у ТВ драми:
- 1974: Енџи Дикинсон — Полицајка
  - Тереза Грејвс — Get Christie Love!
  - Мајкл Лернд — Волтони
  - Џин Марш — 
  - Ли Мериведер — Барнаби Џоунс

- 1975: Ли Ремик — Jennie: Lady Randolph Churchill
  - Енџи Дикинсон — Полицајка
  - Роузмери Харис — Notorious Woman
  - Мајкл Лернд — Волтони
  - Ли Мериведер — Барнаби Џоунс

- 1976: Сузан Блејкли — Rich Man, Poor Man
  - Енџи Дикинсон — Полицајка
  - Фара Фосет — Чарлијеви анђели
  - Кејт Џексон — Чарлијеви анђели
  - Џин Марш — 
  - Сејда Томпсон — Породица
  - Линдзи Вагнер — Бионичка жена

- 1977: Лесли Ен Ворен — 79 Park Avenue
  - Енџи Дикинсон — Полицајка
  - Кејт Џексон — Чарлијеви анђели
  - Лесли Агамс — Корени
  - Линдзи Вагнер — Бионичка жена

- 1978: Роузмери Харис — Холокауст
  - Кејт Џексон — Чарлијеви анђели
  - Кристи Макникол — Породица
  - Ли Ремик — Точкови
  - Сејда Томпсон — Породица

- 1979: Натали Вуд — Одавде до вечности
  - Барбара Бел Гедиз — Далас
  - Кејт Малгру — Госпођица Колумбо
  - Стефани Пауерс — Харт Харту
  - Сејда Томпсон — Породица

### 1980-е
Најбоља глумица у драмској серији:
- 1980: Јоко Шимада — Шогун
  - Барбара Бел Гедиз — Далас
  - Линда Греј — Далас
  - Мелиса Гилберт — Мала кућа у прерији
  - Стефани Пауерс — Харт Харту

- 1981: Линда Еванс — Династија
- 1981: Барбара Бел Гедиз — Далас
  - Џоун Колинс — Династија
  - Морган Ферчајлд — Пут фламингоса
  - Линда Греј — Далас
  - Стефани Пауерс — Харт Харту

- 1982: Џоан Колинс — Династија
  - Линда Еванс — Династија
  - Стефани Пауерс — Харт Харту
  - Викторија Принсипал — Далас
  - Џејн Вајман — Соколов гребен

- 1983: Џејн Вајман — Соколов гребен
  - Џоан Колинс — Династија
  - Тајн Дејли — Кагни и Лејси
  - Линда Еванс — Династија
  - Стефани Пауерс — Харт Харту

- 1984: Анџела Ленсбери — Убиство, написала је
  - Џоун Колинс — Династија
  - Тајн Дејли — Кагни и Лејси
  - Линда Еванс — Династија
  - Шерон Глес — Кагни и Лејси
  - Кејт Џексон — Страшило и госпођица Кинг

- 1985: Шарон Глес — Кагни и Лејси
  - Џоун Колинс — Династија
  - Тајн Дејли — Кагни и Лејси
  - Линда Еванс — Династија
  - Анџела Ленсбери — Убиство, написала је

- 1986: Анџела Ленсбери — Убиство, написала је
  - Џоун Колинс — Династија
  - Тајн Дејли — Кагни и Лејси
  - Шерон Глес — Кагни и Лејси
  - Кони Селека — Хотел

- 1987: Сузан Деј — Закон у Л. А.
  - Џил Ајкенбери — Закон у Л. А.
  - Шерон Глес — Кагни и Лејси
  - Линда Хамилтон — Лепотица и звер
  - Анџела Ленсбери — Убиство, написала је

- 1988: Џил Ајкенбери — Закон у Л. А.
  - Сузан Деј — Закон у Л. А.
  - Шерон Глес — Кагни и Лејси
  - Линда Хамилтон — Лепотица и звер
  - Анџела Ленсбери — Убиство, написала је

- 1989: Анџела Ленсбери — Убиство, написала је
  - Дејна Дилејни — Кинеска плажа
  - Сузан Деј — Закон у Л. А.
  - Џил Ајкенбери — Закон у Л. А.
  - Мел Харис — Тридесет и нешто

### 1990-е
- 1990: Шерон Глес —
- 1990: Патриша Ветиг — Тридесет и нешто
  - Дејна Дилејни — Кинеска плажа
  - Сузан Деј — Закон у Л. А.
  - Џил Ајкенбери — Закон у Л. А.
  - Анџела Ленсбери — Убиство, написала је

- 1991: Анџела Ленсбери — Убиство, написала је
  - Сузан Деј — Закон у Л. А.
  - Шерон Глес — The Trials of Rosie O'Neill
  - Марли Матлин — Основане сумње
  - Џанин Тернер —

- 1992: Реџина Тејлор — Одлетећу
  - Маријел Хемингвеј — Грађански ратови
  - Анџела Ленсбери — Убиство, написала је
  - Марли Матлин — Основане сумње
  - Џанин Тернер —

- 1993: Кати Бејкер — 
  - Хедер Локлир — Мелроуз плејс
  - Џејн Симор — 
  - Џанин Тернер — Northern Exposure
  - Сила Ворд — Сестре

- 1994: Клер Дејнс — Мој такозвани живот
  - Кети Бејкер — 
  - Анџела Ленсбери — Убиство, написала је
  - Хедер Локлир — Мелроуз плејс
  - Џејн Симор —

- 1995: Џејн Симор — 
  - Џилијан Андерсон — Досије икс
  - Кети Бејкер — 
  - Хедер Локлир — Мелроуз плејс
  - Шери Стрингфилд — ЕР

- 1996: Џилијан Андерсон — Досије икс
  - Кристин Лати — Чикаго болница
  - Хедер Локлир — Мелроуз плејс
  - Џејн Симор — 
  - Шери Стрингфилд — ЕР

- 1997: Кристина Лати — Чикаго болница
  - Џилијан Андерсон — Досије икс
  - Ким Дилејни — Њујоршки плавци
  - Рома Дауни — 
  - Џулијана Маргулис — ЕР

- 1998: Кери Расел — Фелисити
  - Џилијан Андерсон — Досије икс
  - Ким Дилејни — Њујоршки плавци
  - Рома Дауни — 
  - Џулијана Маргулис — ЕР

- 1999: Иди Фалко — Породица Сопрано
  - Лорејн Брако — Породица Сопрано
  - Ејми Бренеман — 
  - Џулијана Маргулис — ЕР
  - Сила Ворд —

### 2000-е
- 2000: Сила Ворд — Once and Again
  - Лорејн Брако — Породица Сопрано
  - Ејми Бренеман — 
  - Џесика Алба — Црни анђео
  - Иди Фалко — Породица Сопрано
  - Сара Мишел Гелар — Бафи убица вампира

- 2001: Џенифер Гарнер — Алијас
  - Лорејн Брако — Породица Сопрано
  - Ејми Бренеман — 
  - Иди Фалко — Породица Сопрано
  - Лорен Грејам — Гилморове
  - Марг Хелгенбергер — Место злочина
  - Сила Ворд —

- 2002: Иди Фалко — Породица Сопрано
  - Џенифер Гарнер — Алијас
  - Рејчел Грифитс — Шест стопа испод
  - Марг Хелгенбергер — Место злочина
  - Алисон Џани — Западно крило

- 2003: Франсес Конрој — Шест стопа испод
  - Џенифер Гарнер — Алијас
  - Алисон Џани — Западно крило
  - Џоели Ричардсон — Режи ме
  - Амбер Тамблин —

- 2004: Маришка Харгитеј — Закон и ред: Одељење за жртве
  - Иди Фалко — Породица Сопрано
  - Џенифер Гарнер — Алијас
  - Кристин Лати — Џек и Боби
  - Џоели Ричардсон — Режи ме

- 2005: Џина Дејвис — Commander In Chief
  - Патриша Аркет — Медијум
  - Глен Клоус — Прљава значка
  - Кира Сеџвик — 
  - Поли Вокер — Рим

- 2006: Кира Сеџвик — 
  - Патриша Аркет — Медијум
  - Иди Фалко — Породица Сопрано
  - Еванџелин Лили — Изгубљени
  - Елен Помпео — Увод у анатомију

- 2007: Глен Клоус — Опасна игра
  - Патриша Аркет — Медијум
  - Мини Драјвер — The Riches
  - Иди Фалко — Породица Сопрано
  - Сали Филд — Браћа и сестре
  - Холи Хантер — Saving Grace
  - Кира Сеџвик —

- 2008: Ана Паквин — Права крв
  - Сали Филд — Браћа и сестре
  - Маришка Харгитеј — Ред и закон: Одељење за специјалне жртве
  - Џанјуари Џоунс — Људи са Менхетна
  - Кира Сеџвик — The Closer

- 2009: Џулијана Маргулис — Добра жена
  - Глен Клоус — Опасна игра
  - Џанјуари Џоунс — Људи са Менхетна
  - Ана Паквин — Права крв
  - Кира Сеџвик — The Closer

### 2010-е
- 2010: Кејти Сагал — Синови анархије
  - Џулијана Маргулис — Добра жена
  - Елизабет Мос — Људи са Менхетна
  - Пајпер Перабо — Тајни послови
  - Кира Сеџвик — The Closer

- 2011: Клер Дејнс — Домовина
  - Миреј Инос — Убиство
  - Џулијана Маргулис — Добра жена
  - Мадлен Стоу — Освета
  - Кали Торн — Неопходна грубост

- 2012: Клер Дејнс — Домовина
  - Кони Бритон — Нешвил
  - Глен Клоус — Опасна игра
  - Мишел Докери — Даунтонска опатија
  - Џулијана Маргулис — Добра жена

- 2013: Робин Рајт — Кућа од карата
  - Џулијана Маргулис — Добра жена
  - Татјана Маслани — Црно сироче
  - Тејлор Шилинг — Наранџаста је нова црна
  - Кери Вошингтон — Скандал

- 2014: Рут Вилсон — Афера
  - Клер Дејнс — Домовина
  - Вајола Дејвис — Како се извући са убиством
  - Џулијана Маргулис — Добра жена
  - Робин Рајт — Кућа од карата

- 2015: Тараџи П. Хенсон — Империја
  - Катрина Балф — Туђинка
  - Вајола Дејвис — Како се извући са убиством
  - Ева Грен — Пени Дредфул
  - Робин Рајт — Кућа од карата

- 2016: Клер Фој — Круна
  - Катрина Балф — Туђинка
  - Кери Расел — Американци
  - Винона Рајдер — Чудније ствари
  - Еван Рејчел Вуд — Западни свет

- 2017: Елизабет Мос — Слушкињина прича
  - Катрина Балф — Туђинка
  - Клер Фој — Круна
  - Меги Џиленхол — Хронике Тајмс сквера
  - Кетрин Лангфорд — 13 разлога

- 2018: Сандра Оу — Убити Ив
  - Катрина Балф — Туђинка
  - Елизабет Мос — Слушкињина прича
  - Џулија Робертс — Повратак кући
  - Кери Расел — Американци

- 2019: Оливија Колман — Круна
  - Џенифер Анистон — Јутарњи шоу
  - Џоди Комер — Убити Ив
  - Никол Кидман — Невине лажи
  - Рис Видерспун — Јутарњи шоу

### 2020-е
- 2020: Ема Корин — Круна
  - Оливија Колман — Круна
  - Џоди Комер — Убити Ив
  - Лора Лини — Озарк
  - Сара Полсон — Рачед
- 2021: Михаела Јае Родригез — Поза
  - Узо Адуба — На терапији
  - Џенифер Анистон — Јутарњи шоу
  - Кристин Барански — Добра борба
  - Елизабет Мос — Слушкињина прича
- 2022: Зендеја — Еуфорија
  - Ема Д’Арси — Кућа змаја
  - Лора Лини — Озарк
  - Имелда Стонтон — Круна
  - Хилари Сванк — Alaska Daily
- 2023: Сара Снук — Наследници
  - Хелен Мирен — 1923
  - Бела Ремзи — The Last of Us
  - Кери Расел — Дипломаткиња
  - Имелда Стонтон — Круна
  - Ема Стоун — Клетва
- 2024: Ана Савај — Шогун
  - Кети Бејтс — Метлок
  - Ема Д’Арси — Кућа змаја
  - Маја Ерскин — Господин и госпођа Смит
  - Кира Најтли — Црне голубице
  - Кери Расел — Дипломаткиња